# Бернардіно Рамацціні
Бернардіно Рамацціні (італ. Bernardino Ramazzini, 4 жовтня 1633, Карпі, Верхня Італія — 5 листопада 1714, Падуя) — італійський лікар, основоположник професійної гігієни.

## Біографія

De morbis artificum diatriba, 1745

Навчався у Ферарському університеті, а згодом у Пармі. Лікарське звання отримав у 1659 році. Працював у римських госпіталях під керівництво відомого на той час лікаря Антоніо Россі. Згодом був міським лікарем у общинах герцогства Кастро. У 1671 році, після переїзду в Модену, продовжував займатися лікарською практикою. Багато уваги приділяв боротьбі з малярією, був одним із перших лікарів, хто використав кору хінного дерева (яке містить хінін) для лікування хворих. Упродовж 1682—1700 років очолював кафедру теоретичної медицини у Модені.
У місті Карпі, де народився Рамацціні, в 1914 році, до його 200-річчя смерті, була встановлена меморіальна дошка.

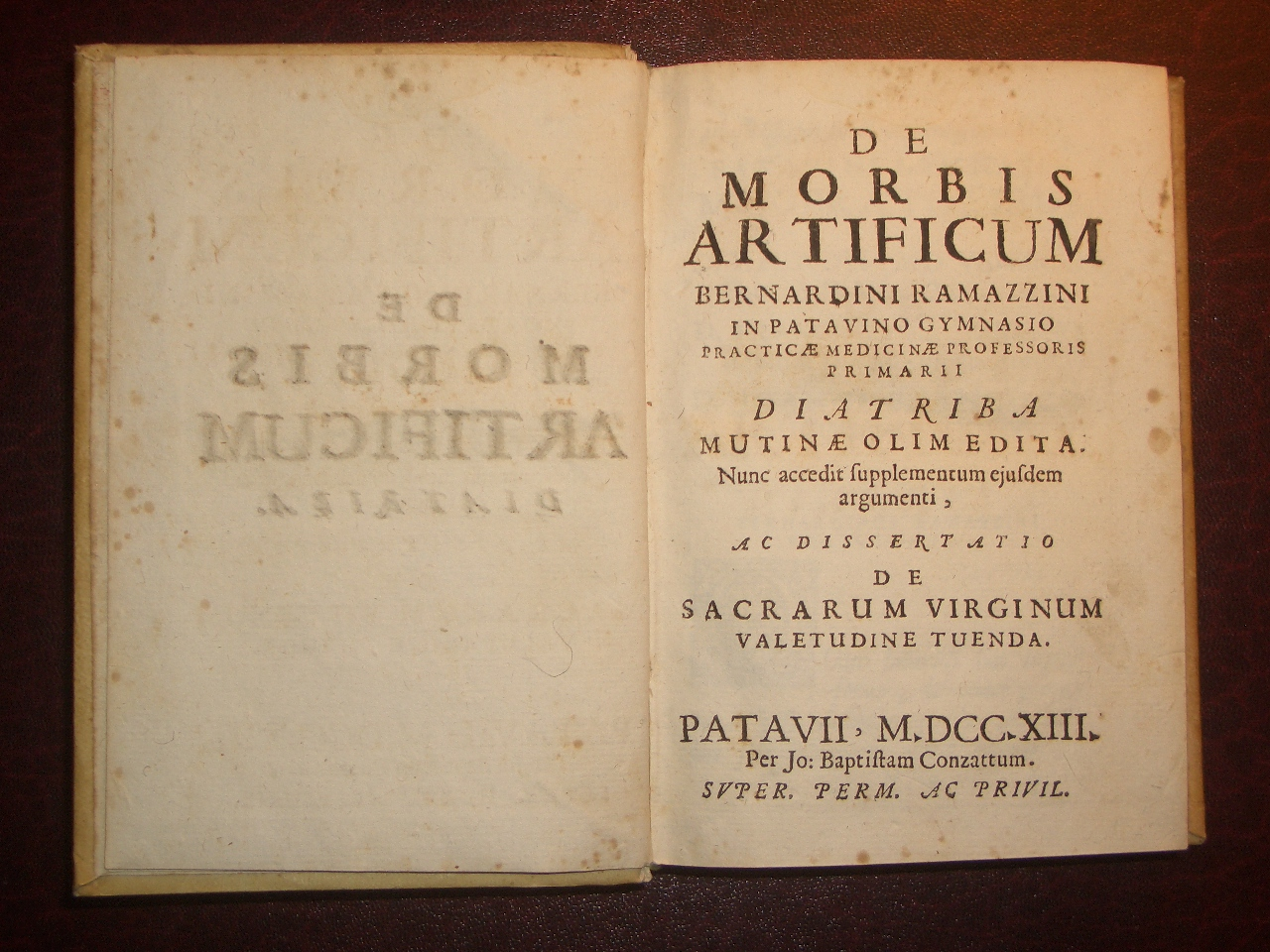
De morbis artificum diatriba, 1713

## Публікації
У 1700 році опублікував найзначнішу свою книгу «Роздуми про працю ремісників» (De morbis artificum diatriba), яку вважають початком гігієни праці, як нової наукової і практичної галузі медицини. Книга витримала 25 видань на різних мовах.
У книзі описані умови праці у всіх ремеслах і мануфактурах, що існували на той час. Подано причини і перебіг хвороб, викликаних професійною діяльністю робітників, вплив шкідливих речовин, що використовувалися в процесі діяльності, на організм людини.

### Українське видання
- Роздуми про хвороби ремісників («De morbis artificum diatriba») [Текст]: до 375-річчя з дня народження / Б. Рамацціні ; пер. В. С. Ткачишин. — К. : Інформаційно-аналітичне агентство, 2008. — 134 c. — ISBN 978-966-2142-21-1

Видання присвячується 85-річному ювілею Кафедри гігієни праці та проф. захворювань Нац. мед. ун-ту ім. О. О. Богомольця. Скорочений і адаптований переклад українською мовою публікується вперше.